# 샤파레비치–베유 정리
대수적 수론에서 샤파레비치-베유 정리는 국소 또는 대역체의 갈루아 확대의 기본류를 갈루아 군의 확대과 관련시킨다. 국소체인 경우 (Shafarevich 1946)가,  대역체의 경우(Weil 1951)가 도입했다.

## 정리
{\displaystyle F}는 대역체이고, {\displaystyle K}는 {\displaystyle F}의 일반 확대이고, {\displaystyle L}은 {\displaystyle K} 의 아벨 확대이라고 가정한다. 그러면 갈루아 군 {\displaystyle {\text{Gal}}(L:F)}은 아벨 군 {\displaystyle {\text{Gal}}(L:K)}에 의한 군 {\displaystyle {\text{Gal}}(K:F)}의 확대이고, 이 확대는 코호몰로지 군 {\displaystyle H^{2}({\text{Gal}}(K:F),{\text{Gal}}(L:K)}의 원소에 해당한다. 반면 유체론은 {\displaystyle H^{2}({\text{Gal}}(K:F),I_{K})}에 기본류를 제공하고 {\displaystyle I_{K}}에서 {\displaystyle {\text{Gal}}(L:K)}로 가는 상호 법칙 사상을 제공한다. 샤파레비치-베유 정리는 확대 {\displaystyle {\text{Gal}}(L:F)}의 클래스가 상호 법칙 사상에 의해 유도된 코호몰로지 군의 준동형사상 하에 있는 기본류의 상이라고 말한다 (Artin & Tate 2009).
샤파레비치는 기본류보다는 나눗셈 대수 측면에서 국소체에 대한 자신의 정리를 명시했다(Weil 1967) . 이 경우 {\displaystyle L} 이 {\displaystyle K}의 최대 아벨 확대인 경우 확대 {\displaystyle {\text{Gal}}(L:F)}은, 상호 법칙 사상 아래에서, {\displaystyle F} 위의 {\displaystyle [K:F]} 차원 나눗셈 대수에서 {\displaystyle K}의 정규화자에 해당하며 샤파레비치의 정리는 이 나눗셈 대수의 헤세 불변량은  {\displaystyle 1/[K:F]}이라고 한다. 정리의 이전 버전과의 관계는 나눗셈 대수가 두 번째 코호몰로지 군(브라우어 군)의 원소에 해당하고 이 대응 하에서 헤세 불변량  {\displaystyle 1/[K:F]}를 갖는 나눗셈 대수가 기본류에 해당한다는 것이다.

## 참고문헌
- Artin, Emil; Tate, John (2009) [1952], 《Class field theory》, AMS Chelsea Publishing, Providence, RI, ISBN 978-0-8218-4426-7, MR 0223335
- Shafarevich, I. R. (1946), “On Galois groups of p-adic fields.”, 《C. R. (Doklady) Acad. Sci. URSS》, New Series 53: 15–16, MR 0018170 Reprinted in his collected works, pages 4–5
- Weil, André (1951), “Sur la theorie du corps de classes”, 《Journal of the Mathematical Society of Japan》 3: 1–35, doi:10.2969/jmsj/00310001, ISSN 0025-5645, MR 0044569, reprinted in volume I of his collected papers, ISBN 0-387-90330-5
- Weil, André (1967), 〈Appendix III:Shafarevitch's theorem〉, 《Basic number theory.》, Die Grundlehren der mathematischen Wissenschaften 144, Springer-Verlag New York, Inc., New York, 301–307쪽, ISBN 3-540-58655-5, MR 0234930